# Eupogonius fulvovestitus
Eupogonius fulvovestitus es una especie de escarabajo longicornio del género Eupogonius, tribu Desmiphorini, subfamilia Lamiinae. Fue descrita científicamente por Schaeffer en 1905.

## Descripción
Mide 5-7 milímetros de longitud.

## Distribución
Se distribuye por Estados Unidos.